# Manbiŷ
Manbiŷ o Manbij (en árabe: منبج‎ / ALA-LC: Manbij; en siríaco: ܡܒܘܓ mabbug; en circasiano: Mumbuy; en kurdo: Mabuk) es una antigua ciudad de Siria, dentro de la Gobernación de Alepo. Se encuentra a 30 kilómetros del Éufrates. En el censo de 2004 llevado a cabo por la Oficina Central de Estadísticas, Manbiŷ tenía una población de 99 497 habitantes.
Las ruinas de la antigua ciudad de «Hierápolis Bambice», también conocida como «Hierápolis Eufratensis» o «Hierápolis en Eufratesia», se encuentran a 20 kilómetros al norte, donde todavía permanecen en pie restos de acueductos y las murallas bizantinas de Justiniano.

## Etimología
El lugar aparece primero mencionado en griego como Bambice, pero Plinio (v. 23) nos dice que su nombre sirio era Mabog (también llamado Mabbog o Mabbogh). Como centro de veneración de la diosa siria Atargatis, los griegos llamaron la ciudad Ἱερόπολις (Hierópolis), «ciudad del santuario», y finalmente Ἱεράπολις (Hierápolis), «ciudad sagrada».

## Culto de Atargatis
Este culto de Atargatis, practicado en el templo de Hierapolis Bambice, hoy Manbiŷ, quedó inmortalizado en Sobre la Diosa Siria (o De Dea Syria), atribuido tradicionalmente a Luciano de Samosata, nativo de Comagene, que dio una descripción completa del culto religioso del santuario y del enorme estanque de peces sagrados de Atargatis, del que Eliano también quedó maravillado. Según De Dea Syria, el culto era de carácter fálico, con devotos ofreciendo pequeñas figuras masculinas de madera y bronce. Había también enormes falos colocados como obeliscos enfrente del templo, que eran decorados y escalados de forma ceremonial una vez al año.
El templo contenía una cámara sagrada a la que solo podían acceder sacerdotes. Un gran altar de bronce se erigía delante, rodeado con estatuas. En el gran patio vivían numerosos animales sagrados y pájaros (aunque no cerdos) usados para los sacrificios.
Unos trescientos sacerdotes servían en el santuario y había numerosos ministrantes. El lago artificial era el centro de las festividades sagradas y era costumbre que los devotos lo nadaran y decoraran un altar situado en medio del agua. En el recinto del templo se llevaban a cabo automutilaciones y orgías, y había un ritual elaborado para entrar en la ciudad y visitar el santuario por primera vez. Hoy en día, el Shawaya domina el área.

## Historia
Mabog era un antiguo santuario de Comagene, pero los registros históricos sólo comienzan con los seléucidas, que hicieron del santuario la zona de descanso principal en el camino entre Antioquía y Seleucia del Tigris.
El templo fue saqueado por Craso mientras iba de camino para encontrarse con los partos en el año 53 a. C.
En el siglo III, la ciudad se constituyó como la capital de la provincia del Éufrates y una de las grandes ciudades de la Siria romana. Procopio la llamó la mejor en esa parte del mundo. Se encontraba, sin embargo, en estado ruinoso cuando Juliano recogió allí sus tropas antes de dirigirse hacia su derrota y muerte en Mesopotamia. Durante las guerras entre bizantinos y sasánidas el rey Cosroes I retuvo el territorio para pedir un tributo, dado que el Emperador Bizantino Justiniano I fue incapaz de defender la ciudad.
A finales del siglo VIII, Harún al-Rashid la restauró, y se convirtió en la manzana de la discordia entre bizantinos, árabes y turcos. Los cruzados la capturaron de manos de los selyúcidas en el siglo XII, pero Saladino la recuperó en 1175, y más tarde Hulagu y sus mongoles establecieron allí su cuartel, con lo que la ciudad quedó definitivamente arrasada.
Hay una gran cantidad de restos arqueológicos, pero casi en su totalidad recientes, como es de esperar en una ciudad que sobrevivió hasta la época musulmana. Las murallas son árabes, y no queda ninguna ruina del gran templo de la diosa. La reliquia antigua más notable es el lago sagrado, a ambos lados del cual todavía se pueden ver muelles escalonados y escaleras al agua. El primer relato occidental moderno del lugar se encuentra en Journey from Aleppo to Jerusalem (1699), de Henry Maundrell.
La ciudad empezó a acuñar monedas a partir del siglo IV a. C., en arameo, mostrando el ídolo, ya sea en forma de busto con una corona mural o montando sobre un león. En tiempos imperiales se seguían haciendo monedas, que la mostraban sentada con un timbal en su mano.

### Época moderna
Bajo el Imperio Otomano, Manbiŷ fue un kaza del sanjak y valiato de Alepo.
En 1879, tras la Guerra ruso-turca, una colonia de circasianos de Vidin se instaló en las ruinas, y el resultado fue el descubrimiento constante de antigüedades, que se vendieron en bazares de Alepo y Aintab (ahora Gaziantep, en la actual Turquía). En 1911, los 1500 habitantes eran todos circasianos.
Durante el período del mandato francés de Siria (1921), Manbiŷ formó parte de la tercera región de Alepo. En 1924, formó parte del sanjacado de Alepo y después de la gobernación de Alepo. En 1930, Manbiŷ, que ya tenía comisaría de policía y tribunal de paz, fue añadida al kada de Djabal Samaan dependiente de Alepo. En 1932, tenía 2000 habitantes, de los cuales 800 eran circasianos y 100 armenios. En 1945, eran 4653 habitantes; en 1960, la población en el censo era de 8577 habitantes, en 1970, de 14 635 y en 1981 de 30 844 habitantes. En 2010 la ciudad superó los 75 000 habitantes.
Antes de la Guerra Civil Siria, Manbiŷ tenía una población religiosa y étnicamente diversa, de árabes, kurdos, circasianos, musulmanes sunitas y sufíes de la orden Naqshbandiyya. La vida social y política de la ciudad estaba dominada por sus tribus. Los líderes tribales servían como mediadores y árbitros de las disputas importantes.

#### Guerra Civil Siria
El 20 de julio de 2012, rebeldes contrarios al gobierno de Bashar al-Asad capturaron la ciudad.[cita requerida] En diciembre se celebraron elecciones para designar a un consejo local. En abril de 2013 el pueblo pasó a estar controlado por los grupos islamistas Ahrar ash-Sham y el Estado Islámico de Irak y el Levante (EIIL).
Durante el conflicto entre el EIIL y los otros rebeldes, éstos capturaron la base del EIIL en el pueblo el 5 de enero de 2014, según informó el OSDH. El 23 de enero, el EIIL recapturó la ciudad tras días de combates. La ciudad fue a partir de entonces un centro para el comercio de objetos robados y equipo de excavación arqueológica.
En junio de 2016, las  Fuerzas Democráticas Sirias (SDF) lanzaron una ofensiva contra el EIIL, con el objetivo de tomar Manbiŷ (Batalla de Manbiŷ), y el 8 de junio habían rodeado completamente la ciudad.
El 12 de agosto de 2016, tras dos años de ocupación por parte de Daesh, las tropas de la alianza kurdo-árabe de las SDF (FDS en español) tomaron el control total de la ciudad tras dos meses de intensos combates luego de cercar la ciudad.
El 26 de febrero de 2017, Estados Unidos anunció su apoyo a la seguridad del Consejo Militar de Manbiŷ enviaron fuerzas especiales y varios convoyes militares a Manbiŷ después del anuncio. Desde el 1 de noviembre de 2018, tropas turcas y estadounidenses iniciaron patrullas conjuntas alrededor de Manbiŷ como parte de una «hoja de ruta» para aliviar las tensiones entre los dos aliados de la OTAN. El 19 de diciembre de 2018 el presidente Donald Trump ordenó la salida de Siria de todas las tropas estadounidenses.
Ante la posibilidad de una invasión turca, las Fuerzas Democráticas Sirias (SDF) invitaron «a las fuerzas del Gobierno sirio, que están obligadas a proteger el país, la nación y sus fronteras, a que tomen el control de las áreas de las que se han retirado nuestras fuerzas, en particular Manbiŷ, y proteger esas áreas contra una invasión turca».
En diciembre de 2024 una coalición de milicias sirias impulsada por Turquía llevó a cabo una campaña militar contra la Administración Autónoma del Norte y Este de Siria, apoyada por Estados Unidos y  dominada por facciones kurdas. Durante la ofensiva las milicias proturcas tomaron la ciudad. 

## Historia eclesiástica
Le Quien nombra a diez obispos de Hierápolis. Entre los más conocidos se encuentra Alejandro de Hierápolis, un ardiente defensor del Nestorianismo, que murió en el exilio en Egipto; Filoxeno de Mabog, un famoso erudito miafisista; y Esteban de Hierápolis (fl. 600), autor de una hagiografía de Santa Golindouch. En el siglo VI, la sede metropolitana tenía nueve obispados sufragáneos. Chabot menciona trece arzobispos jacobitas entre el siglo IX y el siglo XII. Se sabe de la existencia de un obispo latino, Franco, en 1136.